# Ústřední akademie bojových umění

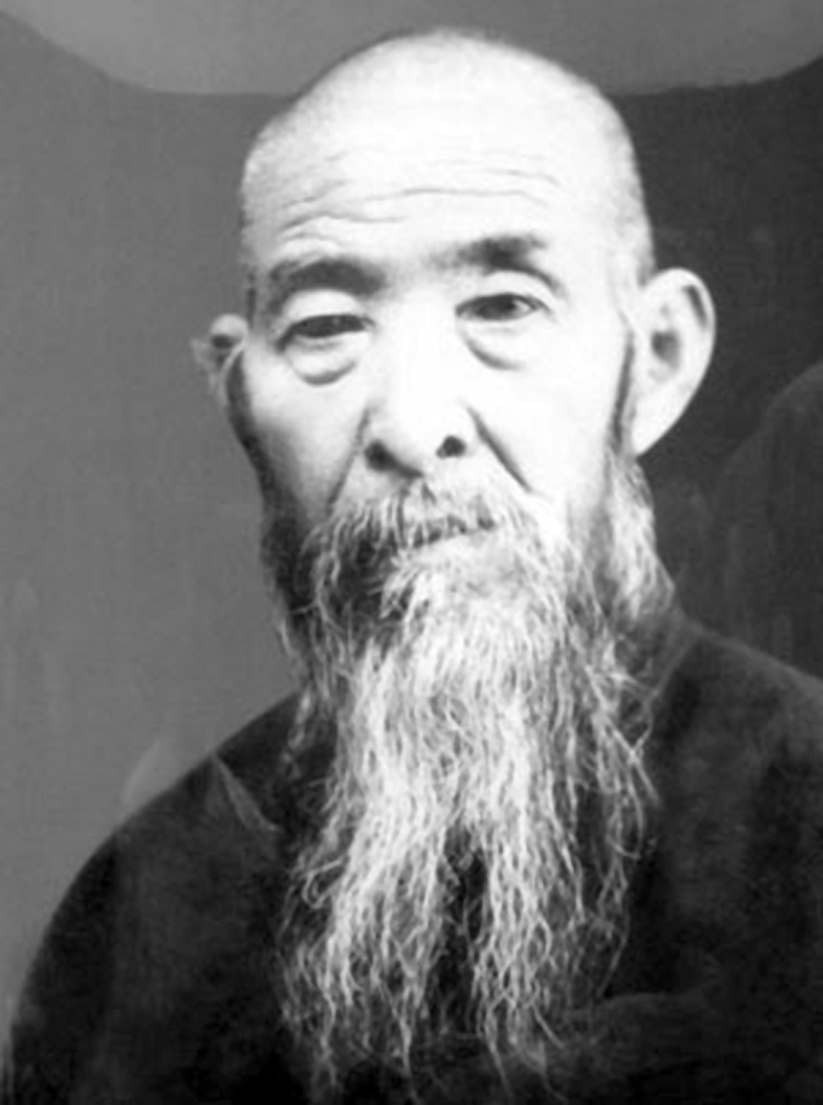
Sun Lu-tchang, hlavní instruktor sing-i čchüan v Ústřední akademii bojových umění, okolo roku 1930

Ústřední akademie bojových umění (čínsky 中央国术馆 pchin-jin zhōng yāng guó shù guǎn v přepisu do češtiny čung jang kuo šu kuan) byla akademie čínských bojových umění, zřízená v Nankingu roce 1928 nacionalistickou vládou Čínské republiky. Jejím účelem byla propagace čínských bojových umění. V době druhé světové války měnila sídlo, v roce 1946 se přemístila zpět do Nankingu. V roce 1948 byla z důvodu nedostatku financí uzavřena.

## Rozdělení stylů
Ústřední akademie bojových umění rozdělila čínská bojová umění podle v té době obvyklého pohledu na vnitřní (taoistická, Wu-tangská škola) a vnější (buddhistická, Šao-linská škola). Mezi vnitřní styly zařadila tchaj-ťi čchüan, sing-i čchüan a pa-kua čang. Mezi vnější styly pak všechny ostatní.
Hlavním instruktorem tchaj-ťi čchüanu byl jmenován Jang Čcheng-fu, hlavním instruktorem sing-i čchüanu Sun Lu-tchang a hlavním instruktorem pa-kua čang Fu Čen-sung.

## Lej-tchaj
V dubnu 1928 uspořádala Ústřední akademie bojových umění v Pekingu první celočínský turnaj lej-tchaj s účastí 400 bojovníků.
V říjnu 1928 následoval druhý lej-tchaj turnaj, uspořádaný v Nankingu. Celkem 600 účastníků bylo rozděleno podle přijaté systematiky do kategorie vnitřních stylů a vnějších stylů. Turnaj musel být po několika dnech vzhledem k úmrtím a zraněním účastníků zastaven, protože hrozilo vybití odborníků na jednotlivé styly a ztráta jejich znalostí. Pořadí zbývajících dvanácti bojovníků bylo určeno odbornou porotou.
Další lej-tchaj turnaj byl uspořádán v roce 1933.